# Lope III Ximénez de Urrea y de Bardaixi
Lope III Ximénez de Urrea y de Bardaixi (il cognome viene menzionato nelle fonti in castigliano come Bardají; in quelle in catalano come Bardaixí); visconte di Rueda e signore di Mislata (1405 – 1475) fu Viceré di Sicilia dal 1443 al 1459 e dal 1465 al 1475.

## Biografia
Urrea nacque in una famiglia aristocratica aragonese, schieratasi con Ferdinando di Trastámara in seguito al Compromesso di Caspe. Il nonno materno di Urrea era il potente barone Berenguer de Bardaixi, Justicia de Aragón tra il 1420 ed il 1432. Era inoltre imparentato con il cardinale Domingo Ram y Lanaja, presidente della Generalitat de Catalunya dal 1428 al 1431. Il padre di Urrea era Pero Ximénez d'Urrea, signore d'Épila e visconte di Rueda. Pero Ximénez ricoprì l'incarico di camerlengo presso la corte di Alfonso il Magnanimo; fu inoltre consigliere del sovrano e luogotenente per la città di Valencia. La madre di Urrea era Maria de Bardaixi. Urrea aveva un fratello, il politico e religioso Pero Ximénez de Urrea i de Bardaixi, presidente della Generalitat de Catalunya dal 1446 al 1449, nonché vescovo di Tarragona dal 1445 al 1489.

### Matrimoni e discendenza
Urrea si sposò due volte: la prima volta con Beatriz Ruiz de Liori, la seconda con Catalina de Centelles. Dal secondo matrimonio nacquero due figli, Lope IV Ximénez d'Urrea (ca. 1451-1490) e Beatriz d'Urrea i de Centelles.